# Zhu Shuzhen
Zhu Shuzhen (chino: 朱淑真, c. 1135–1180) poetisa china de la dinastía Song.
Se casó con un oficial que le dio problemas durante el matrimonio. Sus padres quemaron sus poemas porque, o se suicidó, o tuvo una aventura. 
Hay versiones de sus poemas, y se han podido reconstruir unos 339 poemas shih y 33 ci.